# Hannah Lux Davis
Hannah Lux Davis (* 17. Mai 1986 in Bellevue, Washington) ist eine US-amerikanische Regisseurin für Musikvideos.

## Filmografie
2010
- Twin Atlantic – Human After All
- Twin Atlantic – What Is Light? Where Is Laughter?

2011
- Kenny Wayne Shepard Band – Never Looking Back
- Anjulie – Brand New Bitch

2012
- Delta Goodrem – Dancing with a Broken Heart
- NiRè AllDai – Hella Bad
- Cher Lloyd feat. Becky G – Oath
- Sean Kingston feat. Cher Lloyd – Rum & Raybans

2013
- Anjulie – Stand Behind the Music
- Cher Lloyd – With Ur Love
- Lil Wayne feat. Drake & Future – Love Me
- Jay Sean – Where You Are
- Kady Z – Crashing Down
- My Crazy Girlfriend – Crazy Stupid Love
- Rich Gang – Tapout
- NiRè AllDai – Inside Out
- The Summer Set – Boomerang
- Itch feat. Adam Lazzara – Homeless Romantic
- Ciara feat. Nicki Minaj – I’m Out
- Fifth Harmony – Miss Movin’ On
- Fifth Harmony – Me & My Girls
- Rich Gang feat. R. Kelly – We Been On
- G.R.L. – Vacation
- Jason Derulo – Marry Me
- Mike Will Made It feat. Miley Cyrus, Wiz Khalifa & Juicy J – 23
- Paris Hilton feat. Lil Wayne – Good Times
- Rich Gang feat. Kendrick Lamar – 100 Flavors

2014
- Kelleigh Bannen – Famous
- Tinashe feat. Schoolboy Q – 2 On
- Lea Michele – On My Way
- Alexa Goddard – Marilyn
- Paris Hilton – Come Alive
- Jessie J feat. Ariana Grande & Nicki Minaj – Bang Bang
- Jessie J feat. 2 Chainz – Burnin’ Up
- Ariana Grande feat. The Weeknd – Love Me Harder
- Megan Nicole – Fun
- Becky G – Can't Stop Dancin
- Nicki Minaj feat. Chris Brown, Drake & Lil Wayne – Only

2015
- Ciara – I Bet
- Thalía feat. Becky G – Como tú no hay dos
- Bebe Rexha – I’m Gonna Show You Crazy
- Hilary Duff – Sparks
- Paris Hilton feat. Birdman – High Off My Love
- Jessie J – Flashlight
- Thalía – Solo Parecía Amor
- David Guetta feat. Nicki Minaj & Bebe Rexha – Hey Mama
- Sage the Gemini feat. Nick Jonas – Good Thing
- Nicki Minaj – The Night Is Still Young
- MKTO – Bad Girls
- G.E.M. – Heartbeat (新的心跳)
- Demi Lovato – Cool for the Summer
- Natalie La Rose – Around the World
- Hailee Steinfeld – Love Myself
- Ariana Grande – Focus
- Rachel Platten – Stand by You
- Ariana Grande – Into You

2018
- Ariana Grande – thank u, next

2019
- Ariana Grande – 7 rings
- Ariana Grande – break up with your girlfriend, i’m bored
- Rita Ora – Only want you
- Ariana Grande ft. Social House - boyfriend
- Ariana Grande, Miley Cyrus & Lana Del Rey – Don’t Call Me Angel[2]

2021
- Avril Lavigne – Bite Me

2022
- Alesso, Katy Perry – When I’m Gone

2023
- Reneé Rapp – Bruises[3]
- Nicki Minaj und Ice Spice mit Aqua – Barbie World[4]
- Doja Cat – Agora Hills[5]